# Croix de cimetière de Brech

La Croix de cimetière de Brech est un monument situé  au bourg de Brech dans le Morbihan.

## Historique
La croix de cimetière de Brech fait l’objet d’une inscription au titre des monuments historiques depuis le 20 mars 1934.

## Architecture
De chaque côté de la croix, saint Jean et la vierge Marie sont représentés sous forme de statues.